# Chelostoma edentulum
Chelostoma edentulum är en biart som beskrevs av Pérez 1895. Chelostoma edentulum ingår i släktet blomsovarbin, och familjen buksamlarbin. Inga underarter finns listade i Catalogue of Life.